# Zelindopsis duplaria
Zelindopsis duplaria är en tvåvingeart som beskrevs av Villeneuve 1943. Zelindopsis duplaria ingår i släktet Zelindopsis och familjen parasitflugor.
Artens utbredningsområde är Tanzania. Inga underarter finns listade i Catalogue of Life.